# Андрешків Володимир Степанович
Володи́мир Степа́нович Андрешків (нар. 16 жовтня 1969, Бортники, Жидачівський район, Львівська область, Українська РСР — пом. 18 грудня 2016, Калинівка, Бахмутський район, Донецька область, Україна) — молодший сержант Збройних сил України, учасник війни на сході України.

## Життєпис
Активний учасник Революції гідності, обороняв барикаду «Львівська брама» на Інститутській. У батальйоні від початку його створення, з червня 2014 року, пройшов бої за Дебальцеве, 1 червня 2015 року демобілізувався і повернувся додому. 5 листопада 2016 року уклав контракт із ЗСУ.
Командир відділення (25-й окремий мотопіхотний батальйон, 54-та окрема механізована бригада), позивний «Жара».
Загинув у бою на Світлодарській дузі (Донецька область), відбиваючи атаки проросійських терористів. Разом з Володимиром загинули солдати Андрій Байбуз, Дмитро Клименко, Василь Панасенко, Роман Радівілов, Сергій Степаненко, Андрій Широков та лейтенант Микита Яровий.
По смерті залишилися мати та троє синів.
Похований у с. Бортники, Жидачівський район, Львівська область.

## Нагороди та вшанування
- Указом Президента України № 580/2016 від 29 грудня 2016 року «за особисту мужність, самовідданість і високий професіоналізм, виявлені у захисті державного суверенітету та територіальної цілісності України, вірність військовій присязі» нагороджений орденом «За мужність» III ступеня (посмертно)[2].
- У селі Бортники на фасаді місцевої школи, де навчався Володимир Андрешків, йому встановлено меморіальну дошку[3].
- Вшановується в меморіальному комплексі «Зала пам'яті», в щоденному ранковому церемоніалі 18 грудня[4][5].